# Јаворник (Двор)
Јаворник је насељено мјесто у општини Двор, у Банији, Сисачко-мославачка жупанија, Република Хрватска.

## Историја
Јаворник се од распада Југославије до августа 1995. године налазио у Републици Српској Крајини.

## Становништво
На попису становништва 2011. године, Јаворник је имао 107 становника.
| Националност       | 1991. | 1981. | 1971. | 1961. |
| Срби               | 208   | 208   | 220   | 253   |
| Југословени        | 1     | 1     | 4     |       |
| Хрвати             |       | 1     | 1     |       |
| остали и непознато | 1     | 2     |       |       |
| Укупно             | 210   | 212   | 225   | 253   |

| Демографија | Демографија | Демографија |
| Година      | Становника  | Становника  |
| ----------- | ----------- | ----------- |
| 1961.       | 253         |             |
| 1971.       | 225         |             |
| 1981.       | 212         |             |
| 1991.       | 210         |             |
| 2001.       | 96          |             |
| 2011.       |             | 107         |

## Попис 1991.
На попису становништва 1991. године, насељено место Јаворник је имало 210 становника, следећег националног састава:
| Попис 1991.‍ | Попис 1991.‍ | Попис 1991.‍ | Попис 1991.‍ | Попис 1991.‍ |
| ----------- | ----------- | ----------- | ----------- | ----------- |
|             |             |             |             |             |
| Срби        | Срби        |             | 208         | 99,04%      |
| Југословени | Југословени |             | 1           | 0,47%       |
| непознато   | непознато   |             | 1           | 0,47%       |
| укупно: 210 |             |             |             |             |